# علي عسيري (لاعب كرة قدم مواليد 1993)
علي عبد الله قنا عسيري لاعب كرة قدم سعودي و يلعب في الدفاع لعب سابقاً مع نادي أبها السعودي.

## وصلات خارجية
علي عبد الله عسيري